# Günter Holland
Günter Holland (* 13. November 1923 in Westfalen; † 13. August 2006 in Augsburg) war ein deutscher Journalist und Verleger. Er war lange Jahre Herausgeber der Augsburger Allgemeinen (AZ).
Holland begann seine journalistische Laufbahn in der politischen Redaktion der Westdeutschen Allgemeinen Zeitung in Essen. Später berichtete er als Auslandskorrespondent für verschiedene Zeitungen aus Paris und wurde 1962 Redaktionsmitglied der AZ.
Er war mit Ellinor Frenzel verheiratet. Nach dem Tod des Gründungsherausgebers der AZ, seines Schwiegervaters Curt Frenzel, wurde er 1970 zunächst Chefredakteur der Zeitung, schließlich Geschäftsführer und zuletzt Herausgeber, gemeinsam mit seiner Ehefrau Ellinor.
Die Journalistenschule der Mediengruppe Pressedruck, zu der auch die Augsburger Allgemeine gehört, ist nach Günter Holland benannt.

## Auszeichnungen
- 2006: Bundesverdienstkreuz (1. Klasse)